# 唐桥站
唐桥站位于中华人民共和国安徽省合肥市瑶海区东二环路与和平路交叉口地下，是合肥轨道交通4号线的地铁车站，工程站名和平路站。

## 车站结构
唐桥站位于当涂路与和平路交叉口，沿当涂路南北向布置，车站为地下两层双柱三跨岛式站台，站台宽度14m，设4个出入口，2组风亭，1座冷却塔。